# Die Anbetung des Kindes mit zwei Engeln in einer Landschaft
Die Anbetung des Kindes mit zwei Engeln in einer Landschaft ist ein unvollendetes Gemälde aus dem unmittelbaren Umkreis von Andrea del Verrocchio und Leonardo da Vinci.

## Geschichte
Bei dem auf den ersten Blick nicht sehr ästhetisch wirkenden Bild handelt es sich um ein aus kunsthistorischer Sicht sehr interessantes Werk. Es zeigt eine weite, hügelige Landschaft, in der Maria vor einer eingefallenen Wand am Boden kniet und das Christuskind anbetet, das ein vor ihr am Boden sitzender Engel auf seinem Schoß hält. Ihm zur Seite kniet ein weiterer Engel, der seinen einen Arm um die Schultern des sitzenden Engels legt und in der anderen Hand eine Blume hält. Das Kind selbst hält einen Vogel in seiner Hand. Während die meisten Elemente des Bildes weitgehend fertig gemalt sind, ist von Maria nur die Grundzeichnung zu sehen.
Das Bild befand sich über viele Jahre hinweg in einer florentinischen Sammlung, bevor es im 17. Jahrhundert, durch Heirat, in römischen Adelsbesitz überging. Aus einer italienischen Privatsammlung wurde es 1957 von Rudolf Heinemann und der Kunsthandlung M Knoedler & Co gemeinsam erworben und dem New Yorker Restaurator William Suhr übergeben. Zu diesem Zeitpunkt befand sich die Figur der Maria in einem voll ausgemalten Zustand, der jedoch nicht der Entstehungszeit des Bildes entsprach. Da man unter der mindestens vierzig Jahre später gemalten Maria, die Unterzeichnung völlig intakt vorfand, entschloss man sich, die spätere Übermalung an dieser Stelle zu beseitigen. Um den dadurch entstandenen krassen Gegensatz zwischen der Maria und dem restlichen Bild abzuschwächen, wurde die Marienfigur mit einem zarten Goldton abgedeckt. Des Weiteren besserte man einen Riss in der Mitte des Bildes aus.
Die Unterzeichnung der Maria gleicht den Zeichnungen des Verrocchio, weshalb man damals davon ausging, dass das Bild in seiner Anlage von diesem begonnen und dann von Schülern weitergeführt, aber nicht beendet wurde. Ähnlich wie bei der Taufe Christi in den Uffizien in Florenz hielt man eine Mitwirkung des jungen Leonardo für möglich. Besonders in den beiden Engeln und in der Landschaft glaubte man seine Hand zu erkennen. Unterstützt wurde diese These durch Roberto Longhi, der in der Landschaft eine nahe Verwandtschaft zu Leonardos Landschaftszeichnung von 1473 erkannte, durch Stefano Bottari, der die Tafel für eines der ganz wenigen Beispiele aus Leonardos Jugend hielt, in der man seine Handschrift wirklich erkennen kann, und durch Antonio Morassi, der die Meinung vertrat, dass die Tafel von Verrocchio begonnen und dann von Leonardo weitergeführt worden sei. Sie fanden Zustimmung bei den Leonardo-Experten Wilhelm Suida und Wilhelm Reinhold Valentiner, die in dem Bild ebenfalls ein Jugendwerk Leonardos sahen. Etwas zurückhaltender äußerte sich Kenneth Clark, der es für wichtig hielt, weil es Wissen über die Arbeitsteilung in der Verrocchio-Werkstatt zu der Zeit vermittele, in der Leonardo und Lorenzo di Credi dort tätig waren.
Solche Expertisen veranlassten 1957 das Detroiter Institute of Arts, 28 Stifter um finanzielle Hilfe für den Erwerb des Bildes zu bitten, der dann für 250.000 $ bei Knoedler & Co. erfolgte. Um diese hohe Summer für ein so wenig ansehnliches Bild zu rechtfertigen, verfasste der damalige Museumsdirektor Edgar P. Richardson das Werk The Adoration with two Angels by Andrea del Verocchio and Leonardo da Vinci, worin alle Befürworter einer weitgehenden Autorenschaft durch Leonardo zu Wort kamen. Dass das Bild damals nicht vollendet wurde, begründete man damit, dass Leonardo, dem Ruf der Sforza folgend, Florenz verließ und das Werk unfertig in der Verrocchio-Werkstatt zurückblieb. Dort wurde es von einem unbekannten Sammler erworben, der es dann von einem mittelklassigen Maler vollenden ließ. Nicht berücksichtigt wurden die Zweifler, die das Bild für ein in Komposition und Ausführung stümperhaftes Werk hielten. Diese legten das Hauptaugenmerk auf das schlecht gemalte Christuskind, dass von den Leonardo-Befürwortern überhaupt nicht erwähnt wurde. Trotzdem setzte sich in der Folgezeit die Meinung durch, das Bild sei wenigstens in wichtigen Teilen von Leonardo gemalt worden.
Dies Ansicht hielt sich bis 1994, als das Bild erstmals als völlig eigenhändiges Werk des Verrocchio vorgeschlagen wurde. Noch im selben Jahr wurde diese Zuschreibung abgelehnt und die Ausführung einem Nachfolger, der nicht Leonardo sei, zugewiesen. Gleichzeitig wurde die These, dass mehrere Maler an dem Bild gemalt haben, zurückgewiesen. 1997 wurde Ambrogio de Predis, ein Leonardo-Nachfolger, als Maler des Bildes und damit ein späterer Entstehungszeitpunkt vorgeschlagen. Die zwischenzeitlich vereinzelt aufgekommene Meinung, dass es sich um ein Pastiche handeln könnte, wurde zurückgewiesen. 2003 wurde eine Entstehung im Kreis von Domenico Ghirlandaio erwogen und Bastiano Mainardi als möglicher Maler vorgeschlagen. Das Museum führte das Bild 2008 zur Zeit der Erstellung dieses Artikels als Werk aus der Schule von Leonardo das Vinci. Inzwischen bezeichnet man jedoch diesen selbst als den Schöpfer des zurzeit nicht ausgestellten Gemäldes.